# 整風運動

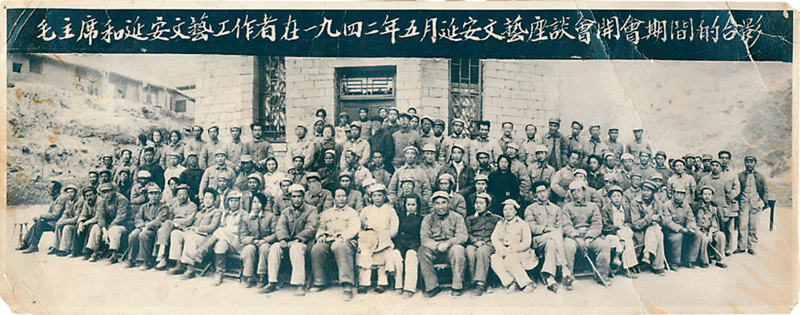
延安文艺座谈会代表合影

整風運動，又稱延安整風、搶救運動、搶救失足者運動，是毛澤東於抗日战争期間在延安發起的一場政治運動，此運動是為了清算以王明、博古為代表的第三國際中國路線，從而完整地確立了毛澤東在中国共产党黨內的領導地位。此次整風于1942年2月開始，在陝甘寧邊區的中共革命根据地延安进行，持續了约3年時間。所謂的「整風」是指「整頓三風」，包括「反對主觀主義以整頓學風，反對宗派主義以整頓黨風，反對黨八股以整頓文風」。整風運動的實行使毛澤東成為中共黨主席，在黨中央的地位更為確立，被许多学者认为是毛泽东个人崇拜的开端。该运动造成诸多冤假错案，大量人员遭到迫害，知识分子群体受到巨大冲击。有研究指该运动共造成超過一萬人死亡。

## 背景
1921年，中國共產黨在蘇聯共產黨資金援助下成立，當時各國共產黨都是共產國際的分支機構，並沒有獨立自主權。共產國際為中國共產黨提供了部分活動經費和指導（包括周恩來、顧順章建立中央特科，鄧小平到莫斯科中山大學學習，劉伯承到伏龍芝軍事學院學習等等），因此出現了中國工農紅軍由毛澤東等中國本土干部領導而中共中央為共產國際派來的人員掌控，在實際工作中要求中共的鬥爭運用蘇聯模式並服務於蘇聯，對中共的鬥爭產生不利影響。
1941年6月22日，納粹德國進攻蘇聯，蘇德戰爭爆發，蘇聯無暇經營中共事務。毛澤東利用這個時機，打擊中共內部以王明為首的國際派，強調馬克思主義中國化，樹立毛澤東思想，擺脫共產國際領導，轉變成不受蘇聯控制的無產階級政黨。

## 过程

### 開始和推行
毛澤東在1942年2月中共中央黨校的開學典禮上宣布展開整風，黨校校長鄧發加以響應，但鄧發的方針與毛澤東所期望有所不同。於是毛澤東親自接任校長，並由彭真主持校內推展整風的工作。同年5月，他和劉少奇、康生三人組成中共中央總學習委員會用以領導黨員和軍隊人員學習，由康生選拔各機關學校及軍隊中負責整風的幹部來督促各單位首長主持整風。
康生發動「搶救運動」後，李克農受到康生的影響，在西北公學內召開搶救運動大會，作了報告，號召學員坦白，對被審查幹部施加了一些壓力，把一些幹部思想上、工作上的缺點和錯誤或歷史上未弄清的問題懷疑成政治問題以至於反革命問題。但是隨著搶救運動的逐步升級，大批幹部被打成「特務」、「叛徒」、「反革命」，李克農對康生的一套主張和作法逐漸產生懷疑。康生誇大敵情，批評審幹人員在對敵鬥爭中的自由主義態度；他掀起了所謂「搶救失足者運動」，运用了「逼、供、信」的手法。

### 內容
各機關的成員組成學習小組，來學習中共中央指定的二十二個文件，包括官方文件和個人著作講話，其中以毛澤東的著作佔六篇最多；而雖然也有許多國外作者如列寧、斯大林的著作，但在實行上被列為居次。
文件的內容主要在建立一套用於黨員和幹部的理想標準，包括以黨的利益為重，服從上級機關領導，不搞小團體，不搞個人主義或自由主義，重视馬列主義的理論和實踐，遵從群眾觀點和上級指示，多吃苦少享樂等。這些原則要作為黨員自我批評的標準。
整风运动委员会宣布：“在所分发的文件和材料中，毛泽东同志的著作是正确的，符合中国国情和革命的实际斗争状况，因此必须当作思想改造的重要武器认真读和反复读。”委员会指出，毛泽东的著作《新民主主义论》是毛泽东主义的最重要的基础理论著作。而共产国际和以前的中共文件，以及其他中共领导人（指共产国际派来的人员）的文章都是不正确的；这样的文章，谁读的多，谁就会成为教条主义者。”

### 自我批評和“治病救人”
根據學習內容的行為標準，在整風中各黨員和幹部要開始檢討自己、其他人以及各單位，大家被要求把自己的一切背景、行為甚至內心深處想法誠實交待清楚，毫不保留，然後讓彼此相互批評，相互糾正，努力把同志的缺點指出，猶如把人的疾症找出，再加以醫治，救助同志能重回正軌，這種批評方式的內容雖是新的事物，但在思想上與中國傳統的道德主義的精神有所結合。
到了後期，配合「反左」、抓「內奸」等運動的推行，更加對於各黨員幹部嚴格審查和強加自我檢討，清查出大量「特務」。但由于毛泽东规定“一个不杀，大部不抓”的审干政策，相較於早期江西時期的反AB團的大量殺戮的情形，整風用較不血腥的方式，達成了對黨員行為想法加以「導正」，加強幹部的團結以及服從精神。

### 批鬥王實味和控制文藝
剛開始實行整風時，大家的互相批評的積極性并不高；因此上級鼓勵大家積極對中國共產黨作批評，強調「言者無罪」，並運用牆報的方式提出批評。王實味将周末娱乐等文艺活动描写成歌舞升平、不思进取、为中国共产党服务。在此影響下，許多青年開始進一步發展成黨員攻訐中共中央高層，許多文藝人士一方面要求提高自己生活待遇，另一方面發表要求绝对平均主义相關的文章；這引起高層的反彈，認為他們的作法是「冷嘲熱諷，暗箭傷人」。毛澤東以王實味為目標，開始批评王實味的做法，並引起大家對他的“拯救”；王實味坚持自己的政治立场，最后在转移途中被处决、抛尸荒野（一說被康生所殺）。1948年春，毛泽东率中央前委从陕北赴晋察冀途径临县三交镇，第一次听说王实味已经被处死，对此表示不满，说“要XXX赔我一个王实味”。1948年3月落款为中社部的一份材料向中央汇报了处死王实味的批准经过与理由。1948年9月8日中共中央政治局召开重要的“九月会议”前一周，1948年8月31日中央社会部一负责人就王实味被处死问题向中央交了一份检讨报告：

我应付主要责任。当时我距中央仅一河之隔，且有电台与中央联系，这样杀人大事，尤以负保卫工作主要责任者，事先即未请示，事后也未报告，只借口军事紧急情况及强调王实味由延安撤退到兴县时的反动言行，不顾党的政策，擅自批准晋绥公安局的请求，将王秘密处死，这充分表现我无组织无纪律，图省事，怕麻烦，自以为是，表现自己的错误......

毛泽东在9月1日批示：“有所声明即够，不必议处。”
在1962年的七千人大会上，毛泽东说：“还有个王实味，是个暗藏的国民党探子。在延安的时候，他写过一篇文章，题名《野百合花》，攻击革命，诬蔑共产党，后头把他抓起来，杀掉了。那是保安机关在行军中间，自己杀的，不是中央的决定。对于这件事，我们总是提出批评，认为不应当杀。他当特务，写文章骂我们，又死不肯改，就把他放在那里吧，让他劳动去吧，杀了不好。”
隨着對王實味的鬥爭的同時，毛澤東又發表了《在延安文藝座談會上的講話》，指出文藝是必須“成为整个革命机器的一个组成部分，作为团结人民、教育人民、打击敌人、消灭敌人的有力的武器，帮助人民同心同德地和敌人作斗争”而服務的，進一步加強了對文藝工作的控制。

### 高級幹部整風
1942年秋，毛澤東開始針對高級幹部來作整風，1943年3月的中共中央政治局擴大會議中，重組了權力核心，取消中共中央总书记的设置，改为主席，由毛泽东担任；至此，毛泽东正式登上中共最高领导人的位置，此前名义上的领导是总书记张闻天。紧接着的1943年9月中共中央政治局會議上，毛澤東指示要檢討1928年以來的中共黨史，尤其針對共产國際派相關人物；使王明檢討認錯，其後國際派相關的周恩來、陳毅、彭德懷等也被迫認錯。
在這些主要曾參與或同情國際派的領導人認錯檢討後，毛澤東思想和中共中央集体領導逐漸在黨中確立。毛澤東也將王、周、陳、彭等再度納入權力中，表示既往不咎。

### 苏共的反应
共产国际前主席季米特洛夫1943年12月22日以个人名义给毛泽东发电报说，“清除党内敌对分子和把党团结起来的党内正确措施，被康生及其机构扭曲得面目全非，这样做只能散布互相猜疑的情绪，引起普通党员群众的无比愤怒，帮助敌人瓦解党。我们就从重庆获得完全可靠的消息说，国民党决定派遣奸细混入延安挑动您同王明和党内其他活动家争吵，挑起敌对情绪以反对所有在莫斯科居留和学习过的人。康生的所作所为正为这些奸细助长声势”，特别要求保护王、周。季米特洛夫虽已不担任共产国际主席，但毛泽东知道他同斯大林的亲密关系，毛泽东不得不接受。

## 結果和影響
整風運動中产生大量冤假错案，诸多人士（尤其知识分子）遭到迫害，有学者指运动造成超過一萬人死亡。五四运动的精神（自由、民主、個性解放）被“延安精神”（实事求是、理论联系实际的精神，全心全意为人民服务的精神和自力更生艰苦奋斗的精神）取代。 
1949年中華人民共和國成立後，毛澤東認為有必要壟斷政治權力時，多次重複運用在整風運動中成功的手段來達到目的，其中包括反右运动、文化大革命等。
中国共产党认为整风运动以后党员干部“端正了思想方法和政治路线，深刻认识了党史上的重大路线是非，”使党在政治，思想上，组织上达到了空前的团结和统一，具有积极意义，所以，
- 正式確立毛澤東在黨內的绝对领导地位，毛澤東思想成為中共的指導思想。
- 中共文藝政策——文藝為政治服務的目標確立。
- 強化了中國共產黨內部黨員和幹部的服從度和执行力。
- 中共党内思想高度统一。
- 整風中自我認錯和互相批評的方式，成為中共黨內鬥爭的經典方式。[來源請求]
- 親共产国际和苏联的高幹在中共党内失勢。[原創研究？]

## 延伸阅读
- 陳永發. . 台北: 聯經出版公司. 1997年. ISBN 9570822732.
- 陳永發.  (PDF). 中央研究院近代史研究所. 1990年  [2015-02-04]. （原始内容存档 (PDF)于2020-12-05）.
- 高華. . 香港: 中文大學出版社. 2000年  [2009-08-16]. ISBN 962201920X. （原始内容存档于2009-09-26）.
- 杨尚昆1986年谈张闻天与毛泽东的关系演变 （页面存档备份，存于）
- 彼得·弗拉基米洛夫：《延安日记》
- 王明：《中共五十年》
- 魏時煜. . 香港: 香港城市大學出版社. 2016年. ISBN 9789629372583.